# Bilecik
Bilecik es un distrito y una ciudad situada al noroeste de Turquía y capital de la provincia de Bilecik. Cuenta con una población de 145.126 habitantes (2007).
Es conocida por las numerosas casas turcas que han sido restauradas, gracias a lo cual atrae a numerosos turistas. Su rico patrimonio arquitectónico le ha valido la entrada en la Asociación Europea de Ciudades y Regiones Históricas (EAHTR), con sede en Noruega.
Bilecik se encuentra en un valle de tierras fértiles, al este de la provincia de Bursa.

## Historia
La historia de la ciudad se remonta al año 1950 a. C. Conocida como Bitinia, la región albergaba numerosas civilizaciones anatolias, como los hititas, frigios, licios, persas y macedonios. En la antigüedad, la ciudad se conocía como Agrilion y, posteriormente, Agrillum. Con el Imperio bizantino, la ciudad pasó a llamarse Belokeme.
Durante la Guerra de Independencia Turca, Bilecik tuvo un papel importante.

## Bilecik en la actualidad
En Bilecik se encuentra el mausoleo de Seyh Edebali, persona muy influyente en la creación del Imperio otomano. Cerca de éste, se encuentra el mausoleo de Orhan I. En septiembre, se celebra un festival en su memoria.

## Clima
| Parámetros climáticos promedio de Bilecik         | Parámetros climáticos promedio de Bilecik | Parámetros climáticos promedio de Bilecik | Parámetros climáticos promedio de Bilecik | Parámetros climáticos promedio de Bilecik | Parámetros climáticos promedio de Bilecik | Parámetros climáticos promedio de Bilecik | Parámetros climáticos promedio de Bilecik | Parámetros climáticos promedio de Bilecik | Parámetros climáticos promedio de Bilecik | Parámetros climáticos promedio de Bilecik | Parámetros climáticos promedio de Bilecik | Parámetros climáticos promedio de Bilecik | Parámetros climáticos promedio de Bilecik |
| Mes                                               | Ene.                                      | Feb.                                      | Mar.                                      | Abr.                                      | May.                                      | Jun.                                      | Jul.                                      | Ago.                                      | Sep.                                      | Oct.                                      | Nov.                                      | Dic.                                      | Anual                                     |
| ------------------------------------------------- | ----------------------------------------- | ----------------------------------------- | ----------------------------------------- | ----------------------------------------- | ----------------------------------------- | ----------------------------------------- | ----------------------------------------- | ----------------------------------------- | ----------------------------------------- | ----------------------------------------- | ----------------------------------------- | ----------------------------------------- | ----------------------------------------- |
| Temp. máx. media (°C)                             | 5.9                                       | 7.5                                       | 11.6                                      | 17.0                                      | 22.0                                      | 26.0                                      | 28.5                                      | 28.7                                      | 24.8                                      | 19.3                                      | 13.0                                      | 7.7                                       | 17.7                                      |
| Temp. mín. media (°C)                             | -0.2                                      | 0.2                                       | 2.6                                       | 6.8                                       | 10.7                                      | 14.2                                      | 16.3                                      | 16.5                                      | 13.1                                      | 9.6                                       | 5.2                                       | 1.9                                       | 8.1                                       |
| Precipitación total (mm)                          | 50.5                                      | 39.5                                      | 43.3                                      | 42.3                                      | 42.9                                      | 35.3                                      | 19.3                                      | 10.6                                      | 22.0                                      | 47.5                                      | 43.0                                      | 55.4                                      | 451.6                                     |
| Días de lluvias (≥ 1 mm)                          | 13.8                                      | 13.1                                      | 12.5                                      | 11.3                                      | 10.1                                      | 7.6                                       | 4.6                                       | 3.7                                       | 5.3                                       | 8.8                                       | 10.6                                      | 13.5                                      | 114.9                                     |
| Horas de sol                                      | 102.3                                     | 106.4                                     | 151.9                                     | 183                                       | 254.2                                     | 294                                       | 322.4                                     | 310                                       | 249                                       | 179.8                                     | 126                                       | 93                                        | 2372                                      |
| Fuente: Devlet Meteoroloji İşleri Genel Müdürlüğü |                                           |                                           |                                           |                                           |                                           |                                           |                                           |                                           |                                           |                                           |                                           |                                           |                                           |